# Dézsi Zoltán
Dézsi József Zoltán (Marosvásárhely, 1943. november 13. –) erdélyi magyar oktatási szakember, pedagógus, író, költő. Az oktatástudományok doktora (2005).

## Életpályája

### Iskolái
1966-ban végzett a Babeș–Bolyai Tudományegyetem történelem-filozófia szakán. 1999-ben részt vett Olaszországban egy közigazgatási és államigazgatási egyetem utáni képzésben. 2004-ben elvégezte a Lucian Blaga Tudományegyetem Európai Intézmények szak mesterképzését. 2005-ben Bukarestben részt vett a Román Nemzeti közigazgatási Intézet közigazgatási és államigazgatási egyetem utáni képzésében.

### Pályafutása
1967–1996 között a gyergyószentmiklósi Salamon Ernő Elméleti Líceum oktatója, 1977–1987 között igazgatója volt. 1996-ban előadó tanár volt a Babeș–Bolyai Tudományegyetem Gyergyószentmiklósi idegenforgalom-topográfia kihelyezett tagozatán. 1996–2000 között a Hargita Megye Prefektusi Hivatal prefektusa volt. 2000-ben a Hargita Megye Tanács alelnöke volt. 2000–2006 között a Hargita Megye Prefektusi Hivatal alprefektusa volt. 2006-ban a Babeș–Bolyai Tudományegyetem Sepsiszentgyörgyi Közigazgatási Karának előadó tanára volt. 2006–2009 között a Románia Belügyminisztériuma Állami Tartalékok Nemzeti Hatóságának államtitkára volt. 2009-ben a Fundamenta KFT Gyergyószentmiklós tanácsosa. 2011-től a kolozsvári Erdélyi református egyházkerület (EREK) főgondnoka.

### Politikai pályafutása
1990–1996 között Gyergyószentmiklós polgármestere volt. 1994–2001 között a Romániai Magyar Demokrata Szövetség Szövetségi Képviselők Tanácsának elnöke, 2003–2005 között alelnöke volt. 1994–2001 között a Romániai Magyar Demokrata Szövetség Szövetségi Operatív Tanácsának tagja volt. 2002–2006 között a Romániai Magyar Kereszténydemokrata Mozgalom Gyergyó Területi Szervezetének elnöke volt. 2003–2006 között a Romániai Magyar Demokrata Szövetség, Gyergyó Területi Szervezetének elnöke volt.
23 kötete jelent meg.

## Művei
- Remény. Ünnepi beszédek, interjúk. 1989. december 22.–2001. március 15.; Pallas, Csíkszereda, 2001
- A Nap és a Hold mesélte gyerekversek (2006)
- A tehetség nyomában (2007)
- Anyanyelv, ifjúság, tehetség (2007)
- Harangszóba kapaszkodik a lélek (versek, 2008)
- Amit az angyal itthagyott (versek, 2008)
- Haranggal járnék (versek, 2010)
- Somlyó szekerén (versek, 2010)
- Drótostót (gyerekvers, 2010)
- Foltbolt (gyerekvers, 2010)
- Hargitai medvetánc (gyerekvers, 2011)
- Csíksomlyó Hívó Hangjai. Ünnepi kiadvány, 2011)
- Csillogó December (gyerekversek, 2011)
- Bubu a kopasz sárkány (gyerekversek, 2011)
- Az idő szálai (versek, 2011)
- Az első villamos. Versek román, magyar nyelven (2012)